# پری دریایی کوچولو (فیلم ۱۹۹۲)
پری دریایی کوچولو (به انگلیسی: The Little Mermaid) فیلمی در ژانر فانتزی است که در سال ۱۹۹۲ منتشر شد.